# Batalla de la Hoz Pisana
La batalla de la Hoz Pisana fue un combate naval que tuvo lugar en la desembocadura del Arno (octubre de 1421) entre una escuadra naval de la Corona de Aragón, organizada por Alfonso V y comandada por Romeu de Corbera, y una escuadra naval de la República de Génova, comandada por Bautista di Campofregoso, que tenía la intención de atacar Nápoles.

## Antecedentes
La reina Juana II reinaba en Nápoles sin descendencia i adoptó a Alfonso V como su futuro heredero en agosto de 1420. El Papa Martín V excomulgó a Juana, nombrando a Luís III de Anjou como heredero de la corona. Alfonso hizo llamar a Braccio da Montone para luchar por su madre adoptiva contra Muzio Sforza, el cual comandaba el ejército Angevino. No hubo una batalla abierta, aunque el ejército de Braccio se movió por todo el Abruzzo, iniciando el asedio de Aquila. Mientras, la reina abandonó al rey aragonés y se pasó al lado angevino, pero Braccio continuó siendo leal a Alfonso.
Alfonso, después de pacificar Cerdeña, atacó Córcega desde Alguer pero, aunque consiguió la rendición de Calvi, no consiguió la rendición de Bonifacio (después de mantener el asedio durante meses) pues los genoveses consiguieron socorrer la ciudad después de una batalla en su puerto.
La ciudad de Génova estaba asediada por tierra por las fuerzas del dux de Milán Felipe María Visconti, pero, sin completar el asedio por mar, la ciudad no podía caer, así que pidió ayuda a Alfonso V, el cual envió nueve galeras comandadas por Romeu de Corbera.

## Batalla
Tomaso di Campofregoso, el dux de Génova, envió al encuentro de la flota aragonesa una flota de la misma magnitud comandada por su hermano Bautista di Campofregoso. Cinco galeras genovesas fueron capturadas, con su almirante, mientras el resto consiguió llegar a Génova.

## Consecuencias
Los genoveses sufrieron una derrota tan grave en la batalla, que Tomaso di Campofregoso rindió la República de Génova en noviembre de ese año a Felipe María Visconti.
Después del combate contra las tropas de Muzio Sforza en el entorno de Castel Capuano, donde la reina se encontraba asediada, Alfonso V se tuvo que retirar a Castel Nuovo, pero el apoyo de las 22 galeras comandadas por Joan Ramon Folc II de Cardona mejoró su posición. La reina, presionada por los angevinos, dio marcha atrás en su decisión y, en el año 1423, adoptó a Luís III de Anjou (el cual once años antes había sido oponente de su padre en el Compromiso de Caspe) y Alfonso V decidió poner rumbo de vuelta a sus reinos, no sin antes destruir el puerto de Marsella (el dominio más importante de los angevinos) con su flota.
Pedro de Aragón, hermano del rey, se quedó en Italia para defender las posesiones aragonesas pero, a pesar de sus esfuerzos, perdió Gaeta y solo controlaba Castel Nuovo y Castel dell'Ovo.